# 劉志雄
劉志雄（英語：Martin Lau Chi-hung，1968年—），人稱「孖田」，泛民主派人士，基督教牧師，前香港荃灣區議會汀深選區議員。

## 政治參與
劉志雄曾多次參與六四燭光晚會以及七一集會，亦曾就不同社會議題及事件發聲，包括：2017年7月為逝世的中國人權運動家劉曉波舉辦追悼活動以及在2018年10月以香港基督徒社關團契召集人身份召開記者會，呼籲社會關注中國基督教會受打壓的情況。

###### 參與「讓愛與和平佔領中環」以及「雨傘運動」
劉志雄曾因參與2014年7月1日的「預演佔中」被香港警察拘捕。同年，9月22日，他與50多位教牧及神學生組成「教牧關懷團」，劉為該團的發起人之一。該團於同年9月27日始參與雨傘運動。
在雨傘運動期間，他與「關懷團」成員在金鐘佔領區設立心靈支援站，向在場人士提供精神輔導及支援。2014年12月11日，劉志雄自願留守在金鐘佔領區，並於同日「金鐘清場行動」結束後，向香港警方自首被捕。

###### 支持反對逃犯條例修訂運動
劉志雄以香港基督徒社關團契召集人身份，出席「全港反送中聯席」於2019年5月15日舉行的記者會。他表示已收集3000人聯署，促請香港政府停止修訂逃犯條例。在2019年6月20日，他聯同多個團體及立法會議員張超雄和郭家麒，到香港特別行政區行政長官辦公室外請願，促請香港行政長官林鄭月娥回應市民反對修例的訴求。
2019年9月30日，「為香港祈禱會」集會不反對通知書負責人劉頴匡，因被香港警察拘捕。劉志雄遂代替劉頴匡成為該集會的負責人，集會於香港終審法院門外舉行。劉志雄於會上表示對劉頴匡被捕感到震驚，又籲教徒要堅持信仰，面對香港當下的困境。

###### 參選區議會選舉
為打破建制派在油尖旺區議會的主導地位，劉志雄因而參選2015年區議會選舉，與另一候選人孔昭華，角逐尖沙咀西的區議會議席。劉志雄於同年10月12日正式遞交提名，報稱為教會牧師，後來獲編為該選區的1號候選人，時年46歲。劉志雄於該次選舉中得票為828票，被民建聯的孔昭華以1213票擊敗。

2019年，劉志雄再度參選區議會選舉，並與另外三名有意參選荃灣區區議會選區的政治素人－譚蓓欣、陳劍琴及謝旻澤，組織了「荃灣海岸連線」。他參選荃灣區汀深選區，與另外三位候選人－實政圓桌成員鄭捷彬、激進建制派組織香港政研會成員林勁放（未有申報相關政治聯繫）及宏荃麟競逐荃灣區議會汀深選區的議席。他在同年10月11日正式遞交提名，後來獲編為該選區的2號候選人，時年50歲。劉最終以3489票當選為汀深選區區議員，同屬「荃灣海岸連線」的陳劍琴及謝旻澤亦於該次選舉中，當選為荃灣區區議員。
| 政党   | 政党           | 候选人    | 票数  | %     | ±      |
| ------ | -------------- | --------- | ----- | ----- | ------ |
|        | 獨立           | ①. 宏荃麟 | 18    | 0.27  | 不適用 |
|        | 民主派區選聯盟 | ②. 劉志雄 | 3,489 | 52.97 | 不適用 |
|        | 實政圓桌       | ③. 鄭捷彬 | 2,931 | 44.50 | ▼2.12  |
|        | 香港政研會     | ④. 林勁放 | 149   | 2.26  | 不適用 |
| 多数票 | 多数票         | 多数票    | 558   | 8.47  | 不適用 |

當選後，劉志雄聯同十五名荃灣區議會候任區議員，就香港理工大學衝突聯署，要求香港警察撤離香港理工大學範圍，並容許各方派員進入理工大學範圍，以進行人道救援。
| 政党   | 政党   | 候选人    | 票数  | %     | ±      |
| ------ | ------ | --------- | ----- | ----- | ------ |
|        | 獨立   | 1. 劉志雄 | 828   | 40.57 | 不適用 |
|        | 民建聯 | 2. 孔昭華 | 1,213 | 59.43 | ▼8.74‬  |
| 多数票 | 多数票 | 多数票    | 385   | 18.86 | ▼17.48 |